# Naturvidenskabernes Hus
Naturvidenskabernes Hus er et non-profit videnscenter i Bjerringbro, som er opført med det formål at inspirere børn og unge til en fremtid inden for IT, teknologi og naturvidenskab til gavn for erhvervslivet, samfundet og en bæredygtig fremtid.  
Naturvidenskabens hus mål er at skabe samarbejde mellem skoler og virksomheder og fremme naturvidenskaben.
Medarbejderstaben i Naturvidenskabernes Hus udgøres af folkeskolelærere, naturvidenskabelige kandidater, kommunikatører, økonomiuddannede m.fl.

## Aktiviteter
Naturvidenskabernes Hus tilbyder blandt andet Undervisningstilbud til grundskoler og ungdomsuddannelser (heriblandt Naturfagsmaraton, skole-virksomhedssamarbejder med virksomheder via Tektanken, efteruddannelse og uddannelse af lærerstuderende.
Naturvidenskabernes Hus rummer endvidere NTS-center Midtjylland (Nationalt center for undervisning i natur, teknik og sundhed). Centrets fokusområder er blandt andet samarbejde med uformelle læringsmiljøer og skole-virksomhedssamarbejde.
En anden organisation, der har plads i Naturvidenskabernes Hus er ESERO Denmark (European Space Education Ressource Office), som er et dansk ressourcecenter for lærerkurser og undervisningsaktiviteter omkring astronomi og rumfart. Bag initiativet står ESA samt Uddannelses- og forskningsministeriet. ESERO Denmark er forankret hos ASTRA og koordineres af Naturvidenskabernes Hus. 

### Husets tilblivelse
Opførelsen af Naturvidenskabernes Hus er sket på initiativ af lokale kræfter, der ønskede at gøre noget ved den faldende interesse for naturvidenskab, der generelt har været i den vestlige verden blandt børn og unge, hvilket kommer til udtryk ved, at færre vælger naturvidenskabelige fag i grundskole, gymnasium og på de videregående uddannelser. Der er almindelig enighed om, at årsagen hertil blandt andet skal findes i kvaliteten af den undervisning, som finder sted i grundskolen i de naturvidenskabelige fag. Med støtte fra blandt andre Realdania, Viborg Kommune, Poul Due Jensens Fond, Hedeselskabet A/S, Otto Mønsteds Fond, Nykredits Fond samt CVU Midt-Vest, blev Naturvidenskabernes Hus derfor opført. 
Huset, der står som en cylindrisk bygning i udkanten af Bjerringbro med det lokale gymnasium som nærmeste nabo, er flere gange præmieret for sin arkitektur. Det er tegnet af Nord Arkitekter ApS, der vandt en konkurrence og prækvalifikation i 2006. Facaden er beklædt med glasprofiler, som får bygningen til at skifte karakter alt efter dagslyset. Bygningen er integreret i den omgivende natur. På grunden den 3,5 hektar store grund findes også vindmøller og solcelleanlæg og under jorden er et avanceret jordvarmeanlæg, som forsyner huset med energi. 

## Historie
- 2006: Fonden Naturvidenskabernes Hus udskriver arkitekt- og projektkonkurrence om Naturvidenskabernes Hus.
- 2009: Naturvidenskabernes Hus indvies officielt 22. oktober. Undervisningsminister Bertel Haarder klipper snoren.
- 2010: Nord Arkitekter ApS får hædrende omtale af World Architecture Community Awards for Naturvidenskabernes Hus
- 2016: Den første dansker i rummet, Andreas Mogensen gæster Naturvidenskabernes Hus
- 2018: Med støtte fra Statens Kunstfond og Otto Mønsted Fonden udsmykkes Naturvidenskabernes Hus med nytænkende kunst og udsmykning af kunstneren Louise Sparre.